# Cystidia postmaculata
Cystidia postmaculata är en fjärilsart som beskrevs av Eugen Wehrli 1934. Cystidia postmaculata ingår i släktet Cystidia och familjen mätare. Inga underarter finns listade i Catalogue of Life.